# وژیچل
وژیچل (به انگلیسی: Vazhichal) یک روستا در هند است که در تریواندروم واقع شده‌است.

## خصوصیات
وژیچل ۱۰٬۶۰۶ نفر جمعیت دارد.